# 敘利亞阿拉伯海軍
敘利亞阿拉伯海軍（阿拉伯语：‎，羅馬化：al-Baḥrīyah al-ʿArabīyah as-Sūrīyah），通稱敘利亞海軍，曾是敘利亞阿拉伯軍的海軍。敘利亞海軍的主要任務是保衛本國的海岸線，確保敘利亞領海安全。自20世紀末以來，敘利亞海岸防衛軍和敘利亞海軍陸戰隊一直隸屬於海軍。敘利亞海軍是敘利亞政府軍中規模最小的武裝部隊，在世界上也是一支相對較小的海軍，只有約4,000名水手，另外還有2,500名預備役人員和1,500名海軍陸戰隊員。敘利亞海軍由拉塔基亚地區司令部命令，其艦隊駐紮在巴尼亚斯、拉塔基亞、米內特貝達和塔尔图斯的港口內。

## 重創
叙利亚复兴党政权滅亡後，以色列海军在2024年12月9日以導彈艇對敘利亞米內特貝達灣和拉塔基亞港發動突襲，摧毀了停泊在此的 15 艘敘利亞艦艇以及數十枚反艦導彈，當中至少有6艘蘇聯時代製造的「奧薩II」級導彈艇在港口沉沒。